# Engin explosif
 (décembre 2022).

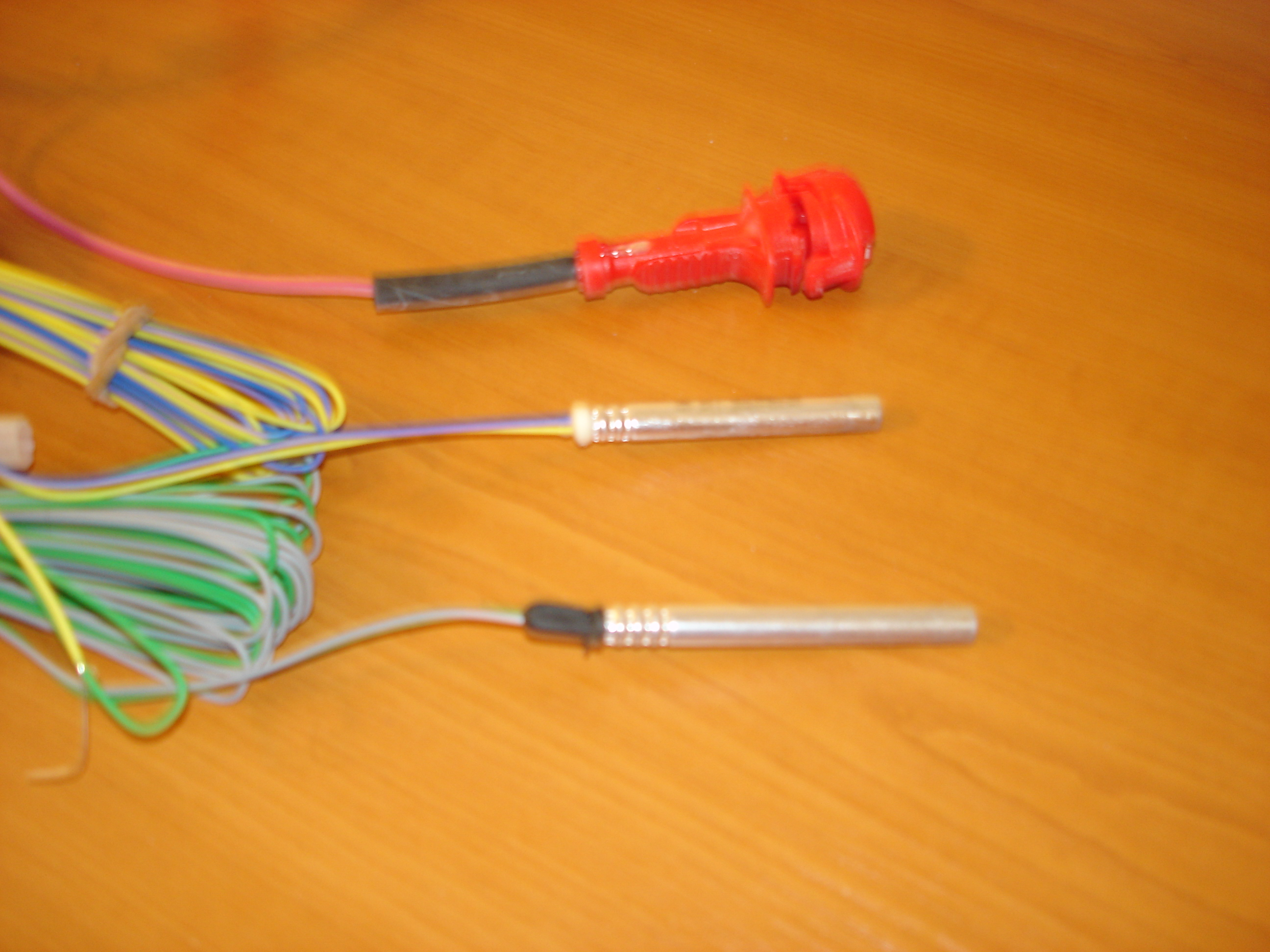
Image d’un système de détonateur.

Un engin explosif, ou simplement explosif, est un dispositif qui crée une explosion en utilisant un produit explosif, dans des conditions prédéterminées.
Les engins explosifs sont répartis en deux catégories : classiques ou conventionnels, dont l'énergie est fournie par une réaction chimique d'oxydoréduction de matières explosives, et nucléaires, dont l'énergie est fournie par des réactions nucléaires de fission (bombe atomique) ou de fusion (bombe thermonucléaire).
En dehors des applications militaires, les usages civils comprennent l'exploitation minière, la sismologie, le divertissement (feux d'artifice par exemple), ou la sécurité (lutte contre l'incendie, signalisation de détresse, déclenchement des airbags, etc.).
À l'exception des applications de tir, un engin explosif civil est plutôt appelé « engin pyrotechnique », alors qu'un engin explosif militaire est qualifié de « munition », généralement propulsée.

## Explosifs classiques (chimiques)
Un explosif chimique utilise l'énergie libérée par une réaction chimique exothermique rapide comme moyen de détonation.
Il est distinct d'une arme chimique⁣ : un explosif chimique est utilisé pour produire une détonation ou une déflagration, recherchant un effet mécanique, tandis qu'une arme chimique vise à nuire à la physiologie des êtres vivants, par un effet biochimique (brûlure, asphyxie, toxicité)[réf. nécessaire].

### Engins explosifs militaires
- Munitions⁣ :
  - cartouche⁣ ;
  - obus⁣ ;
  - roquette⁣ ;
  - torpille⁣ ;
  - missile.
- Grenade.
- Bombe.
- Mine.

### Engins explosifs civils
- Divertissement :
  - feu d'artifice⁣ ;
  - cartouche de tir sportif ;
  - cartouche de chasse ;
  - moteur de fusée amateur.
- Industries extractives :
  - explosifs de minage en carrière⁣ ;
  - explosif impulsionnel en imagerie sismique.
- Sécurité :
  - lutte contre l'incendie : soufflage d'un foyer ;
  - engins pyrotechniques en signalisation de détresse : feu de Bengale ;
  - déclenchement de dispositifs de sécurité : airbags, boulons explosifs, toboggans d'évacuation d'avion.

## Engins nucléaires
Les explosifs nucléaires tirent leur énergie de réactions nucléaires de fission ou de fusion. Outre l'explosion nucléaire elle-même, ces engins sont dangereux par l'effet des radiations générées et des retombées radioactives produites et dispersées dans l'environnement parfois lointain. Ils comprennent :
- bombe A (à fission) ;
- bombe H (à fusion) ;
- bombe à neutrons.

Les bombes à déchets nucléaires ne sont pas des engins à explosif nucléaire, mais des engins conventionnels dispersants des matières radioactives (bombes « sales »).